# Zanfirivka, Oleksandria
Zanfirivka (în ucraineană Занфірівка) este un sat în comuna Kosteantînivka din raionul Oleksandria, regiunea Kirovohrad, Ucraina.

## Demografie
Componența lingvistică a localității Zanfirivka
     Ucraineană (97,92%)
     Rusă (2,08%)
Conform recensământului din 2001, majoritatea populației localității Zanfirivka era vorbitoare de ucraineană (97,92%), existând în minoritate și vorbitori de rusă (2,08%).